# Кристиан де ла Мален
Кристиан да ла Мален (5 декабря 1920, Ним — 26 сентября 2007, Париж) — французский политик, сенатор (1977—2004), депутат Европарламента (1959—1994).

## Биография

### Ранние годы
Сын генерала Жака Люне де ла Мален получил среднее образование в Гренобле. Начало Второй мировой войны застало Кристиана в качестве студента парижского лицея Сен-Луи. Присоединившись к движению «Сражающаяся Франция» стал горячим сторонником политики Шарля де Голля. В 1947 году получил степень доктора права в парижском университете Сорбонна.

### Политическая карьера
- 1948—1952: административный работник Сената
- 1952—1957: секретарь парламентской фракции Объединение французского народа
- 1958—1961: депутат французского парламента от Парижа (правый республиканец)
- 1959—1961: депутат Европарламента (фракция Европейских либерал-демократов)
- 1961—1962: министр пропаганды в правительстве Мишеля Дебре[3]
- 1962—1977: депутат французского парламента от Парижа (Демократический союз рабочих — Объединение в поддержку республики)
- 1962—1977: депутат Европарламента (фракция Европейских демократов)
- 1977—2004: сенатор Франции от Парижа
- 1977—1983: помощник мэра Парижа (затем в 1983—1989 г.г. вице-мэр)
- 1979—1994: депутат Европарламента, глава фракции Прогрессивных демократов
- 1998—2004: представитель Франции в ОБСЕ

### Правительственные награды
- Кавалер ордена Почётного легиона
- Кавалер Военного креста 1939-1945

## Внешние ссылки
- Christian de La Malène - Obituary (недоступная ссылка)